# Wu Shuang Pu

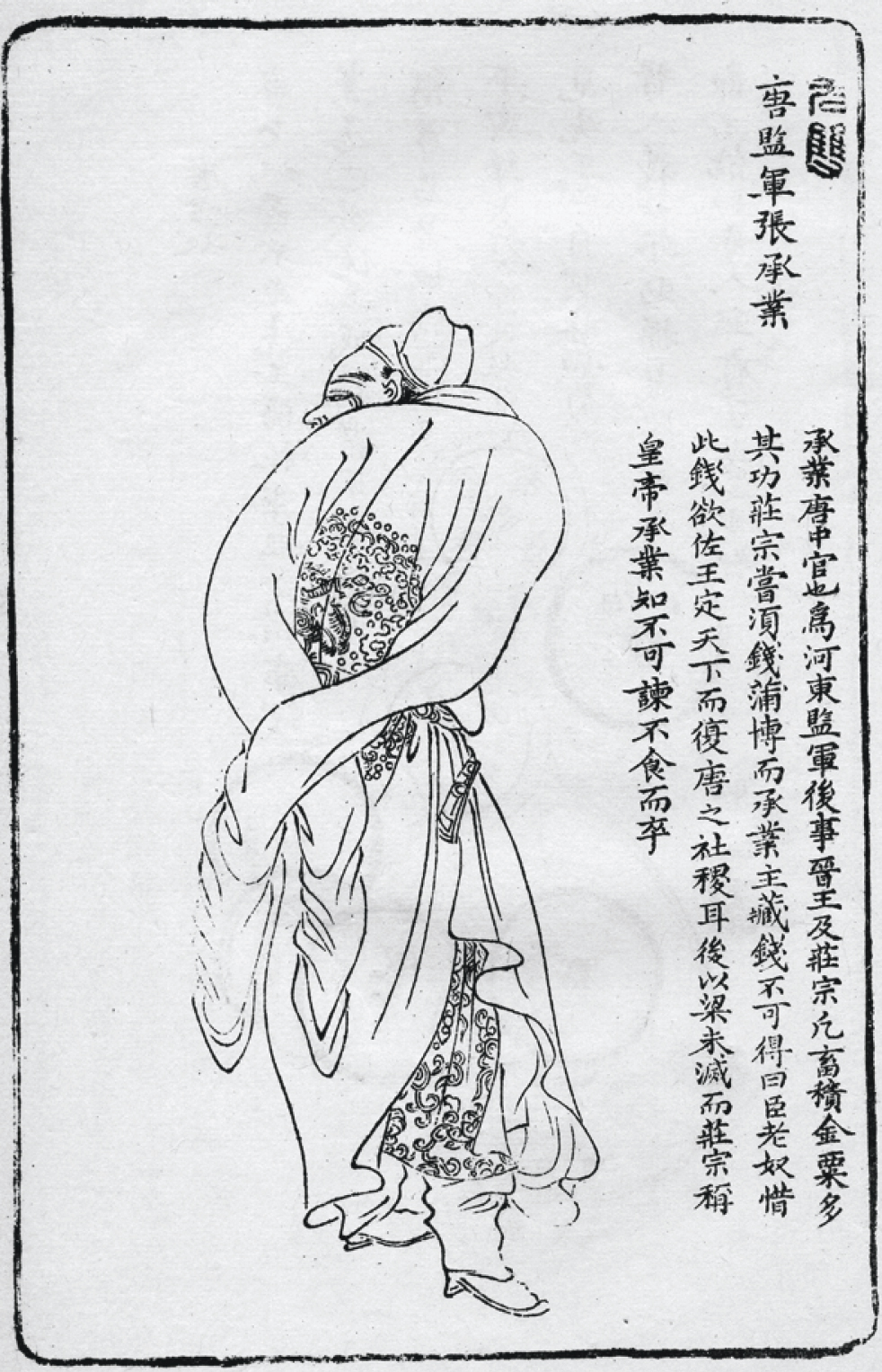
Zhang Chengye som avbildad i Wu Shuang Pu (無雙 譜, Table of Peerless Heroes) av Jin Guliang

Wu Shuang Pu (無雙 譜; Table of Peerless Heroes) är en bok från 1694 med träsnittstryck av målaren Jin Guliang (金 古 良).   Boken innehåller biografier och porträtt av 40 kända kineser från Han-dynastin till Song-dynastin.   Illustrationerna i boken har i stor utsträckning också använts som motiv på porslin.  Jin Guliang var en efterföljare till Cui Zizhong (崔子忠),  som först startade det stora intresset av figurmålning under Song-dynastin. Jin utvecklade boken tillsammans med snidaren Zhu Gui (朱 圭).   Jin skriver i boken att hjältarna i boken inte har någon jämförelse, dessa hjältar är makalösa. 

## Inkluderade biografier
| No. | Namn   | Översättning                                                                                             |
| --- | ------ | --- |
| 1   | 张良   | Zhang Liang (ca.250-189 BC) (Zhang Zifang 张子房, Liu Hou 留侯)                                          |
| 2   | 项羽   | Xiang Yu (232-202 BC) (Xichu Bawang 西楚霸王)                                                            |
| 3   | 伏生   | Fu Sheng (scholar) (ca.268-178 BC)                                                                       |
| 4   | 东方朔 | Dongfang Shuo (154-93 BC) (Dong Fang Man Qian 东方曼倩)                                                  |
| 5   | 张骞   | Zhang Qian (164-114 BC)                                                                                  |
| 6   | 苏武   | Su Wu (140-60 BC) (Su Si Qing 苏子卿)                                                                    |
| 7   | 司马迁 | Sima Qian (ca.145-86 BC) (Long Men Si 龙门司, Ma Qian Si 马迁司, Ma Zi Chang 马子长)                     |
| 8   | 董贤   | Dong Xian (23-1 BC)                                                                                      |
| 9   | 严子陵 | Yan Zi Ling (ca.25-75) (Yan Xiansheng 严先生, Yan Guang 嚴光)                                            |
| 10  | 曹娥   | Cao E (ca.130-143) (Cao Xiaonü 曹孝女)                                                                   |
| 11  | 班超   | Ban Chao (32-102) (Ding Yuan Hou 定远侯)                                                                 |
| 12  | 班昭   | Ban Zhao (45-116) (Ban Huiban 班惠班, Cao Daijia 曹大家)                                                 |
| 13  | 赵娥   | Zhao E (ca.25-220 (Zhao E Qin 趙娥親)                                                                    |
| 14  | 孙策   | Sun Ce (175-200) (Jiang Dong Sun Lang 江东孙郎)                                                          |
| 15  | 诸葛亮 | Zhuge Liang (181-234) (Han Cheng Qiang 汉承相)                                                           |
| 16  | 焦孝然 | Jiao Xiao Ran (481-221 BC) (Yin Shi 隐士)                                                                |
| 17  | 刘谌   | Liu Chen (Shu Han) (ca.220-263) (Beidi Wang, Prince of Beidi 北地王)                                     |
| 18  | 羊祜   | Yang Hu (221-278) (Yang Shu Zi 羊叔子)                                                                   |
| 19  | 周处   | Zhou Chu (236-297)                                                                                       |
| 20  | 绿珠   | Lüzhu (ca.250-300)                                                                                       |
| 21  | 陶渊明 | Tao Yuanming (365-427)                                                                                   |
| 22  | 王猛   | Wang Meng (Former Qin) (325-375) (Wang Jing Lue 王景略)                                                  |
| 23  | 謝安   | Xie An (320-385) (Xie Gong 谢公, Jin Tai Fu 晋太傅) (Xie Anshi 謝安石)                                   |
| 24  | 苏蕙   | Su Hui (poet) (351-381) (Su Ruo Lan 苏若兰)                                                              |
| 25  | 花木兰 | Hua Mulan (ca.400-500)                                                                                   |
| 26  | 冼夫人 | Xian Fu Ren (ca.512-602) (Lady Xian) (Qiaoguo Fu Ren 谯国夫人)                                           |
| 27  | 武则天 | Wu Zetian (624-705) (Wu Zhao 武曌)                                                                       |
| 28  | 狄仁杰 | Di Renjie (Liang Gong 梁公) (630-700)                                                                    |
| 29  | 安金藏 | An Jincang (ca.600-800) (dai guo gong le gong an 代国公乐工安金藏)                                       |
| 30  | 郭子仪 | Guo Ziyi (697-781) (Shangfu Guo/changfu Guo, fen yang wang 尚父郭汾阳王)                                 |
| 31  | 李白   | Li Bai (701-762) (Li Tai Bai, Li po, Li Tai Po, Li Qing Lian, (Hao) Qinglian Jushi)                      |
| 32  | 李泌   | Li Bi (722-789) (Liye Hou 李邺侯)                                                                        |
| 33  | 张承业 | Zhang Chengye (846-922) (Tang Jian Jun 唐建军)                                                           |
| 34  | 冯道   | Feng Dao (882-954) (chang yue lao 长乐老)                                                                |
| 35  | 陳摶   | Chen Tuan (871-989) (Chen Chuan 陈抟, Chen Tunan, Xian Cheng (华山陈图南先生 hua shan chen tu nan xian)) |
| 36  | 钱镠   | Qian Liu (852-932) (Qian X), (吴越钱武肃王 wu yue qian wu su wang)                                       |
| 37  | 安民   | An Min (stone carver) (c.1050-1125)                                                                      |
| 38  | 陈东   | Chen Dong (Song Dynasty) (1086-1127) (Tai Xue Lu 太学绿)                                                 |
| 39  | 岳飞   | Yue Fei (1103-1142) (Yue E Wang 岳鄂王)                                                                  |
| 40  | 文天祥 | Wen Tianxiang (1236-1283) (Wen Chengxiang 丞相)                                                          |

## Valda republikationer (kinesiska)
- Jin, Guliang (1996). Wu shuang pu. Shijiazhuang Shi: Hebei mei shu chu ban she. ISBN 7531008157
- Jin, Guliang (2013). Wu shuang pu ming ren zhuan. Hefei Shi: Anhui ren min chu ban she. ISBN 7212060542